# Йоганн (ландграф Нижнього Гессену)
Йоганн I (нім. Johann I.; бл. 1278 — 14 лютого 1311) — ландграф Нижнього Гессену в 1308—1311 роках.

## Життєпис
Походив з Гессенського дому. Старший син Генріха I, ландграфа Гессену, від його другої дружини Мехтільди фон Клеве. Народився близько 1278 року.
У 1292 році його мати стала активно просувати Йоганна до посади співрегента, разом з сином Генріха I від першого шлюбу — Генріхом Молодим, яким отримав цю посаду 1290 року. Втім конфлікти продовжувалися, час від часу виникали збройні сутички. 1298 року після смерті Генріха Молодого претензії на Гессен висунув рідний брат останнього — Оттон.
1308 року після смерті Генріха I Йоганн розділив з Оттоном Гессен, отримавши Нижні землі. Його резиденцією стало місто Кассель. 1309 року змусив Альбрехта II, герцога Брауншвейг-Геттінгена, поступитися містом Гуденсберг. Невдовзі після цього імператор Генріх VII Люксембург призначив Йоганна I фогтом імперських міст Мюльгаузен, Нордгаузен і Гослар. За цим намагався втрутитися у боротьбу за Тюрингію, але зазнав поразки від Фрідріха I Веттіна, маркграфа Мейсену.
Помер разом з дружиною від чуми 1311 року в Касселі. Його поховали в монастирі Ахнаберг. Володіння успадкував зведений брат Оттон I.

## Родина
Дружина — Адельгейда, донька Альбрехта II, герцога Брауншвейг-Геттінгена.
Діти:
- Єлизавета (д/н—1339), дружина Оттона VI фон Охзенштайна